# Xiaojia Xu
Xiaojia Xu (* in Peking) ist eine chinesische Cellistin.

## Leben und Werk
Xu begann im Alter von vier Jahren Klavier zu spielen und wechselte neunjährig zum Cello. Sie studierte an der Zentralen Musikschule und am Zentralen Musikkonservatorium in Peking bei Quan Jushi und Wang Xiang und war sechzehnjährig Preisträgerin beim Nationalen Cellowettbewerb in China. Nach dem Abschluss ihres Studiums summa cum laude setzte sie ihre Ausbildung  in Amsterdam bei Melissa Phelps und in Boston bei Bernard Greenhouse und Laurence Lesser fort. Dem folgten Meisterklassen bei Lynn Harrell, Harro Ruijsenaars, Lluís Claret, Menahem Pressler, Charles-André Linale, Philippe Hirshhorn, Kyoko Hashimoto und Milan Skamba. Seit 1995 lebt sie als Solistin und Kammermusikerin in den Niederlanden. Sie tritt als Duo mit der Pianistin Caecilia Boschmann auf und ist seit 2003 Mitglied des Erasmus Trio (mit Thomas Herrmann, Klavier, und Vera Laporeva, Geige). Sie trat mit dem Trio u. a. im Concertgebouw Amsterdam auf, spielte Rundfunk- und Fernsehaufnahmen in den Niederlanden und Deutschland, gastierte in Belgien, Deutschland, der Schweiz, Frankreich und Südafrika und unternahm 2007 eine China-Tournee. 2008 erschien das Album Musical Gems des Erasmus Trio.